# Judith II
Judit II, también llamada Salomé, es una pintura de 1909 del pintor austriaco Gustav Klimt. Es una segunda versión que el artista hizo de la Judit bíblica, después de su Judit I de 1901. La obra se puede ver en el Belvedere Museum de Viena, Austria

## Tema e interpretación
Representa a Judit, la mujer bíblica que decapitó al general asirio Holofernes que amenazaba con invadir al pueblo judío. Sujeta la cabeza de Holofernes por su largo cabello castaño, que medio envuelta en una tela vaporosa y oscura casi cuelga a la altura de sus pies, enfatizando su inferioridad.
Mientras la Judit de 1901 fascina con su poder seductor y su deseo, en esta segunda versión ella encarna principalmente el Mal. La mujer representada aquí es más agresiva, dañina y atrevida. Donde Judit I todavía parece acariciar la cabeza de Holofernes, Judit II la deja colgando de sus manos crispadas como garras, adornadas con pulseras. Es un ejemplo arquetípico de mujer fatal ya frecuente como tema en la pintura alrededor de 1900, popularizado con el decadentismo y el simbolismo como encarnación del nuevo miedo de los hombres por la dominación de las mujeres, que en ese momento se volvieron cada vez más conscientes de sí mismas y más independientes. Judit II desvía la mirada y empuja la cabeza y los pechos desnudos hacia delante. Con los ojos entrecerrados, casi parece en trance, como si todavía estuviera reviviendo, casi sensualmente, su victoria sobre el hombre.

## Estilo y composición
Estilísticamente, la obra destaca por el estilo decorativo de las formas. Llama la atención el efecto bidimensional del fondo y la vestimenta de Judit, pero ciertamente también el cromatismo, con el uso de pan de oro, y la abundancia de elementos decorativos, tan típicos del artista: volutas, triángulos, flores, espirales, entrelazados verticalmente con líneas onduladas art nouveau.
Una característica especial del trabajo es el formato grande, fuertemente vertical. El formato estrecho enfatiza una vez más la tensión dramática de la composición. El marco dorado, que es parte inseparable de la obra, también contribuye a crear una atmósfera opresiva. Su color dorado ofrece a la obra, por así decirlo, un halo para Judit.

## Origen, lugar en la obra

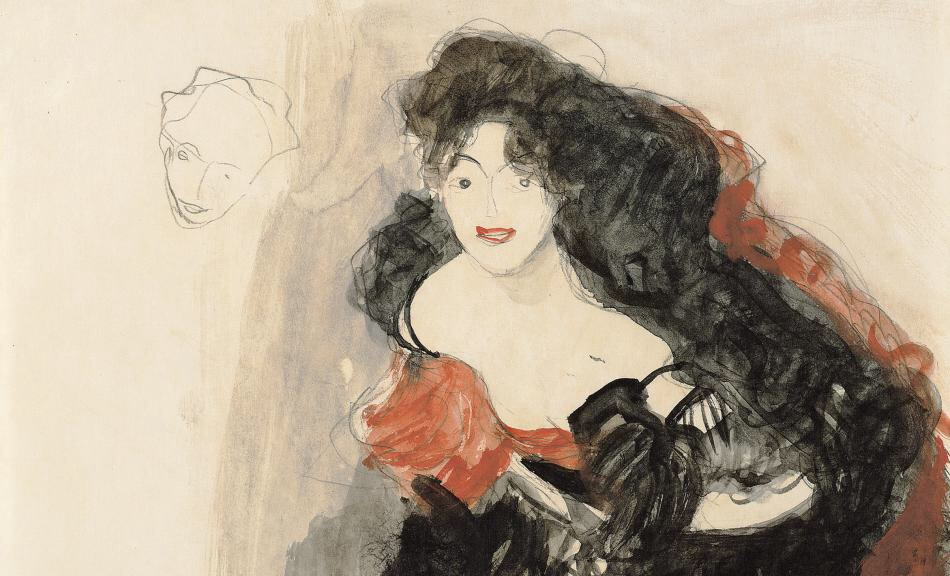
Boceto inicial de Judit II.

Judit II fue pintada al final del "período dorado" de Klimt, caracterizado por el uso frecuente de pan de oro. Elaboró la figura a partir de unos pocos bocetos que inicialmente estaban todavía lejos del tema bíblico final, por lo que la idea parece haber ido creciendo gradualmente. La llamativa distorsión de la figura indica un creciente interés por parte del pintor por el expresionismo emergente en ese momento, que influiría en su obra posterior. Especial es el paralelo que se puede trazar con el trabajo de su entonces alumno Egon Schiele, quien también trabajó a menudo con líneas onduladas, entre otros, en su obra temprana Puerto de Trieste (1907). Es de destacar que el primer cuadro que pintó Klimt después de Judit II es el completamente diferente en estilo Dama con sombrero y boa de plumas, en realidad su única obra impresionista verdadera, realizada después de una visita a París bajo la influencia de Henri de Toulouse-Lautrec.
Klimt expuso Judit II en la Bienal de Venecia entre abril y octubre de 1910. Posteriormente fue adquirida por la Galleria Internationale d'Arte Moderna, donde todavía se puede ver hoy.

## Galería

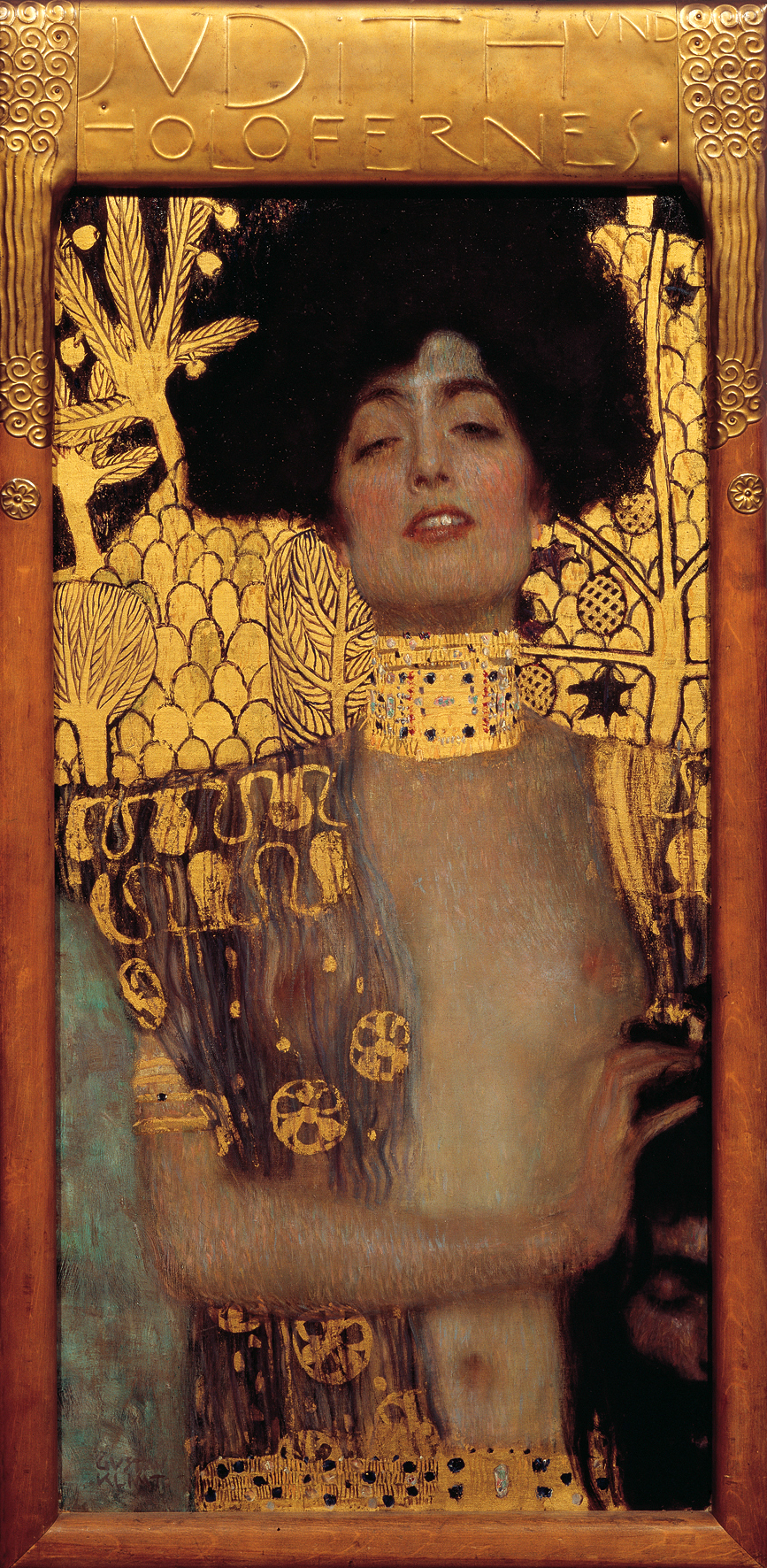
Judit I, 1901.
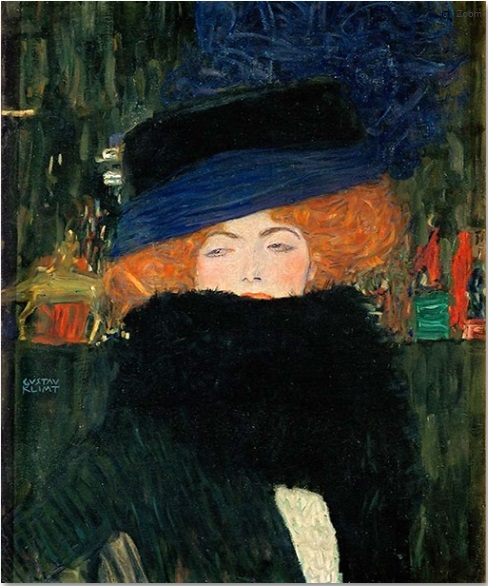
Dama con sombrero y boa de plumas, 1909, pintado inmediatamente después de Judit II.
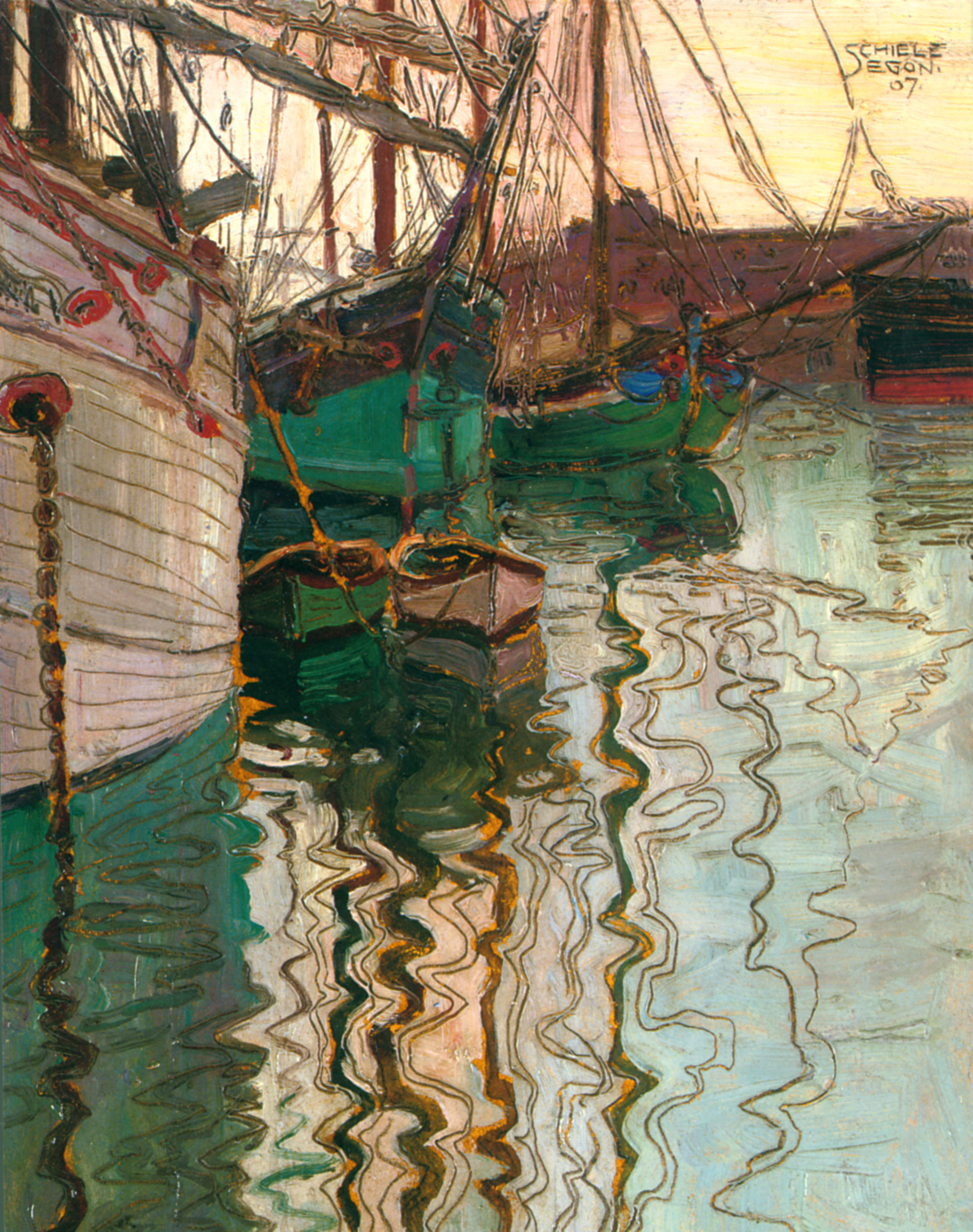
Puerto de Trieste de Egon Schiele, 1907.